# Хандохин, Александр Дмитриевич
Александр Дмитриевич Хандохин  (22 июля 1972, Гурьев — 1 августа 2011) — советский и российский футболист, игрок в мини-футбол и футбол в залах. Более всего известен выступлениями за югорский клуб «ТТГ-Ява».

## Биография
Хандохин вырос в казахстанском городе Гурьев (ныне Атырау). В школьные годы, мечтая стать футболистом, он написал письмо в «Советский спорт», в результате чего получил приглашение из Москвы и уехал заниматься в спортивную школу «Трудовые резервы». Дебютировал в футболе за команду «Красная Пресня». Однако вскоре он был вынужден оставить футбол для службы в армии.
Отслужив, Хандохин стал игроком футзального клуба «Полигран». За несколько лет, проведённых в этой команде, стал обладателем трофеев как на внутренней (чемпионат России 1993 и 1995), так и на международной арене и играл за футзальную сборную России на чемпионате мира 1994 года.
Весной 1995 года Хандохина, Хамидулина и Безгляднова пригласил в югорский мини-футбольный клуб «ТТГ-Ява» Евгений Подгарбунский. Александр провёл в его составе шесть сезонов и на протяжении этого времени был одним из лидеров югорской команды. Трижды он выигрывал с ней бронзовые медали чемпионата, дошёл до финала Кубка России 1996 года. Однако, получив летом 2001 года приглашение от московского «Спартака», Хандохин покинул Югорск.
В первых 6 матчах сезона 2001/02 Хандохин забил 7 мячей и был одним из лидеров «Спартака». Отличился он и в следующем матче против московской «Дины». Однако за несколько секунд до финальной сирены, Хандохин, пытавшийся добыть своей команде победу, получил в штрафной соперника травму, поставившую крест на его дальнейшей карьере.
Хандохин остался в «Спартаке» на должности тренера. После расформирования команды он возглавил узбекистанский «Строитель», и возглавлял в сезоне 2006/07 алматинский «Ансар».
Скончался 1 августа 2011 года на 40-м году жизни. Причина смерти обнародована не была.